# お笑いメリーゴーランド
お笑いメリーゴーランド（おわらいメリーゴーランド）はTBSで放送されたお笑い・バラエティ特別番組。2007年10月9日 から 2008年9月23日まで放送されていた「21世紀エジソン」の1コーナーが元になっている、スピンオフ企画である。

## 概要
チーム対抗戦となっており、各チームごとに出演芸人がメリーゴーランドのように回って行くセットの中に入り、1チーム3分以内でそれぞれが次々に短いコントやネタを披露する。1ネタ披露するとメリーゴーランドが回転して次のネタに移る。中にはチーム全員でネタを披露することもある。審査員は面白いと思った分だけボタンを叩いて得点を入れ、獲得得点が多かった順からセカンドステージ進出が決定。セカンドステージにおいて審査員と、観客も参加して入れられた得点が最も高かったチームが優勝賞金の100万円を獲得できるという構成となっている。

## 放送日時
- 第1回:2008年3月22日（土曜日） - 18:55～20:48
- 第2回:2008年10月16日（木曜日） - 18:55～20:48
※第2回放送については、当時毎週木曜日の19時台はローカルセールス枠となっていたため、系列局によっては自社制作番組や他系列局制作の番組を放送している所があり、そのため信越放送、静岡放送、中部日本放送、毎日放送、山陽放送、中国放送、テレビ山口[1]、あいテレビ、RKB毎日放送、熊本放送、南日本放送、琉球放送は各局とも自社番組を放送のため、本番組は20時台のみの放送となった。その他これについての詳細は徳光和夫の感動再会"逢いたい"#ネット局と放送時間を参照。
- 第3回:2009年1月6日（火曜日） - 21:00～22:48

## MC
※第1回～第3回共通
- 名倉潤 （ネプチューン）
- 竹内香苗 （TBSアナウンサー）
- 出水麻衣 （TBSアナウンサー）

## スタッフ
- チーフプロデューサー:合田隆信（TBS）
- プロデューサー:篠塚純（TBS）、中山拓司（ブラックボックス）
- 総合演出:井手比左士（TBS）
- 編成:三島圭太（TBS）
- ディレクター:前島隆昭、河野安治、千葉博史、中島彰人
- AP:菊池絢子
- 構成:山内正之、鈴木功治、安部裕之、成瀬正人
- 制作協力:ブラックボックス
- 製作著作:TBS

## 出演芸人
※並びは演目順。「2nd」とは2ndステージでの点数。

### 第1回
原口あきまさチーム　220ポイント　　2nd 236ポイント
- 原口あきまさ、オードリー、HEY!たくちゃん、Hi-Hi

ますだおかだ岡田チーム　175ポイント
- 岡田圭右（ますだおかだ）、木下隆行（TKO）、オジンオズボーン、小森園洋志

TIMレッド吉田チーム　236ポイント　　2nd 235ポイント
- レッド吉田（TIM）、山本高広、加藤歩（ザブングル）、チャンカワイ（Wエンジン）

シャンプーハット小出水チーム　104ポイント
- 小出水直樹（シャンプーハット）、ぴっかり高木とR藤本、ガリガリガリクソン、山田大介（ストリーク）

長州小力チーム　140ポイント
- ジャイアント小馬場、アントニオ小猪木、エール橋本、はるな愛、ユンボ安藤、長州小力

カトゥー直也チーム　146ポイント
- こばやしけん太、カトゥー直也、星野卓也、タボン

友近チーム　282ポイント　　2nd 327ポイント
- 友近、ネゴシックス、土肥ポン太、シベリア文太

FUJIWARA原西チーム　265ポイント　　2nd 417ポイント
- 原西孝幸（FUJIWARA）、多田健二（COWCOW）、八木真澄（サバンナ）、村越周司

森三中黒沢チーム　135ポイント
- 黒沢かずこ（森三中）、アンナ、椿鬼奴、キシモトマイ

小島よしおチーム　164ポイント
- 小島よしお、髭男爵、ロックンロールコメディーショー、ダンディ坂野

東京ダイナマイト松田チーム　167ポイント
- みっちー、松田大輔（東京ダイナマイト）、長浜之人（キャン×キャン）、岩クレイジー

ペナルティワッキーチーム　199ポイント
- ワッキー（ペナルティ）、Bコース、ふくろとじ、金成公信（ハローバイバイ）

なだぎ武チーム　247ポイント　　2nd 259ポイント
- なだぎ武（ザ・プラン9）、佐久間一行、中山功太、西森洋一（モンスターエンジン）

丁半コロコロさがねチーム　144ポイント
- ホリ、井戸田潤（スピードワゴン）、オキシジェン、さがね正裕（丁半コロコロ）

池乃めだかチーム　216ポイント
- 池乃めだか、山田花子、阿部浩貴（アップダウン）、たいぞう、吉田ヒロ

#### この回のみの独自ルール
- チーム成績とは別に個人で獲得したポイントの上位6組が発表され、なだぎ武チーム・西森洋一(モンスターエンジン)が最多ポイントを記録した。2位～6位までも番組内で発表された。
- 2ndステージ進出枠は上位5チーム。

### 第2回
小島よしおチーム　615ポイント
- 小島よしお、髭男爵、児嶋一哉（アンジャッシュ）、関あっし

ハリセンボンチーム　736ポイント
- ハリセンボン、黒沢かずこ（森三中）、姫ちゃん、アンナ

TKO木下チーム　689ポイント
- 木下隆行（TKO）、みょーちゃん、マッチポンプ、鳳仙花

クールポコチーム　1112ポイント　　2nd 1285ポイント
- クールポコ。、レッド吉田（TIM）、Wエンジン、加藤歩（ザブングル）

なだぎ武チーム　816ポイント
- なだぎ武（ザ・プラン9）、竹若元博（バッファロー吾郎）、浅越ゴエ（ザ・プラン9）、モンスターエンジン

友近チーム　927ポイント　　2nd 1345ポイント
- 友近、木村明浩（バッファロー吾郎）、指圧野郎、ビタミンS

世界のナベアツチーム　1462ポイント　　2nd 1257ポイント
- 世界のナベアツ、阿部浩貴（アップダウン）、椿鬼奴、平成ノブシコブシ

モノマネチーム　866ポイント
- 神奈月、ミラクルひかる、森田拓馬&小出真保（麦芽）、グラップラーたかし

ペナルティワッキーチーム　897ポイント
- ワッキー（ペナルティ）、庄司智春（品川庄司）、ふくろとじ、ポテト少年団

ザ・パンチチーム　929ポイント　　2nd 1186ポイント
- ザ・パンチ、カトゥー直也、ジョニ男（イワイガワ）、古家後惣一（カメレオン）

有吉弘行チーム　895ポイント
- 有吉弘行、360°モンキーズ、マシンガンズ、トップリード

ジョイマンチーム　920ポイント　　2nd 1345ポイント
- ジョイマン、パンクブーブー、ロシアンモンキー、山田ひろあき

天津木村チーム　1116ポイント　　2nd 1555ポイント
- 天津木村、無駄無駄ラッシュ、天竺鼠、鎌鼬

FUJIWARA原西チーム　1455ポイント　　2nd 1292ポイント
- 原西孝幸（FUJIWARA）、多田健二（COWCOW）、八木真澄（サバンナ）、村越周司

#### 前回からの変更点
- 2ndステージ進出枠が7チームに増える。
- 放送内で制限時間が表示されなくなった。
- 個人でのポイント記録は未発表。
- 2周目以降は当初の出番順とは別の組み合わせでギャグを披露できる。

### 第3回

#### Aブロック
オードリーチーム　887ポイント　2nd 1208ポイント
- オードリー、360°モンキーズ、マシンガンズ、どきどきキャンプ

はるな愛チーム　812ポイント
- はるな愛、デンジャラス、ゆってぃ、カトゥー直也

モノマネチーム　856ポイント
- 神奈月、ホリ、原口あきまさ、ミラクルひかる

友近チーム　1279ポイント　2nd 1328ポイント
- 友近、中川家、多田健二（COWCOW）、川島明（麒麟）

TIMレッド吉田チーム　1132ポイント　2nd 1351ポイント
- レッド吉田（TIM）、山本高広、Wエンジン、超新塾

1組1ネタチーム　582ポイント
- ダブルネーム、ふじきイェイ!イェイ!、キラッキラーズ、花香芳秋、庵、ジャイアント小馬場、ブーブートレイン、めんこい内村、菊地正志（ワンワンニャンニャン）

#### Bブロック
品川庄司 庄司チーム　720ポイント
- 庄司智春（品川庄司）、浅越ゴエ（ザ・プラン9）、パンクブーブー、Bコース

ますだおかだ 岡田チーム　869ポイント
- 岡田圭右（ますだおかだ）、アメリカザリガニ、かみじょうたけし、ダブルダッチ

アンガールズチーム　903ポイント　2nd 1170ポイント
- アンガールズ、我が家、ロッチ、フォーリンラブ

小島よしおチーム　875ポイント
- 小島よしお、髭男爵、ザ・たっち、キングオブコメディ

NON STYLEチーム　1043ポイント　2nd 1229ポイント
- NON STYLE、モンスターエンジン、木村卓寛（天津）、無駄無駄ラッシュ

漫才チーム　1043ポイント 2nd 1153ポイント
- サンドウィッチマン、U字工事、三拍子、キャン×キャン

一世風靡チーム　901ポイント
- テツandトモ、波田陽区、猫ひろし、ダンディ坂野

#### 前回からの変更点
- AブロックとBブロックにわけてあり、それぞれ上位3チームが2ndステージに進出できる。
- 制限時間は3分30秒となった。
- 芸人のネタ順は明確に決まっておらず、チームによっては全員が出る前に二本目のネタを行なう芸人もいた。
- それぞれのブロックには、あまり見る機会の少ない「レアな芸人」が組んだグループがある（1組1ネタチーム、一世風靡チーム）。
  - セカンドステージのTIMレッド吉田チームは持ち時間終了直後にもう一本ネタを行なったが、時間外だった為にその分のポイントは加算されなかった。

## 優勝チーム
- 第1回 FUJIWARA原西チーム
- 第2回 天津木村チーム
- 第3回 TIMレッド吉田チーム

## 審査員

### 第1回
石田純一、茅島成美、小池栄子、さくら、高田純次、能世あんな、武藤敬司、安田美沙子

### 第2回
- 間寛平（審査委員長）
- 村上ショージ（副審査委員長）
- 芦名星、石田純一、片瀬那奈、吉瀬美智子、木下優樹菜、ギャル曽根、佐藤健、柴田理恵、細川茂樹

### 第3回
- 西川きよし（審査委員長）
- 八田亜矢子、高橋ジョージ、工藤里紗、千秋、要潤、関根麻里